# Berzeliusdagarna

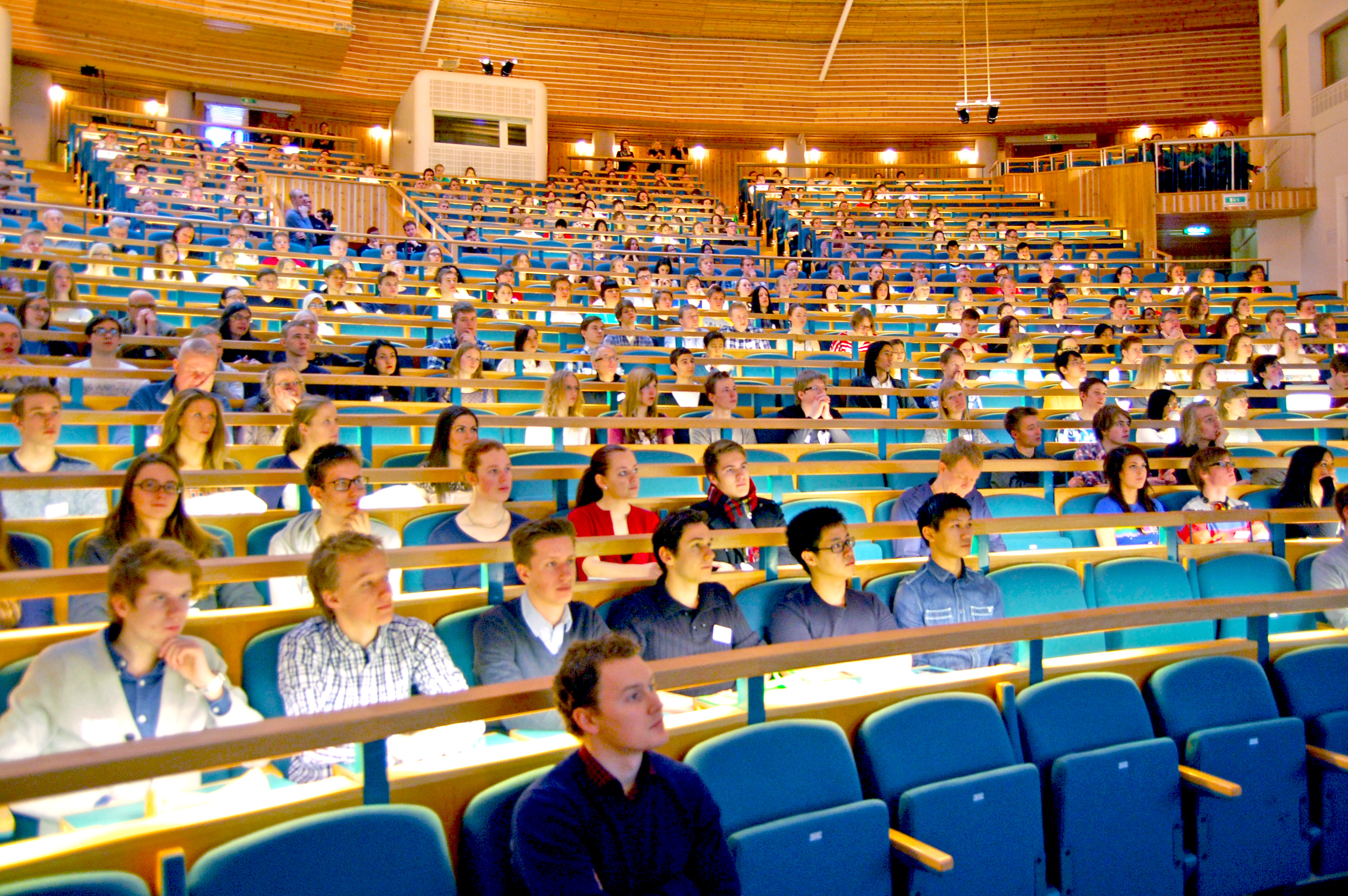
Deltagarna i Berzeliusdagarna 2013 i Aula Magna, Stockholms universitet.

Berzeliusdagarna har sedan 1956 årligen  organiserats i Stockholm av Svenska Kemistsamfundet. Det är ett möte för svenska gymnasieelever med goda resultat i kemiämnet som avser uppmuntra intresset för kemi och till fortsatta kemistudier på högskola. Dagarna är uppkallade efter den svenske kemisten Jacob Berzelius. Forskare från akademi och industri inom olika grenar av kemin bjuds in att hålla föreläsningar om sin forskning, arbetssituation och värdet av naturvetenskaplig utbildning.
Cirka 350 elever från hela Sverige brukar delta i Berzeliusdagarna. Vissa svenskspråkiga skolor utanför Sverige deltar också.
Eleverna som deltar benämns Berzeliusstipendiater, då varje elevs deltagande är finansierat som ett stipendium av en sponsor. Sponsorerna är ofta företag inom kemisk sektor som betalar stipendier för att stötta den lokala gymnasieskolan.